# The Riff
„The Riff“ je singl finske hard rok grupe Lordi sa albuma To Beast Or Not To Beast. Objavljen je 8. februara 2013. godine i prvi je singl sa ovog albuma. Za pesmu je takođe snimljen i spot. Spot je sniman u jednom supermarketu u Pragu. Mr. Lordi je o ovoj pesmi rekao sledeće:
| „ | Dobio sam poziv od gosn. Smrti jutros. Te reči će se čuti u predstojećem singlu „The Riff“. U ovoj pesmi Grim Riper odlazi sa naratorom pesme na jednu vožnju. Obećavam vam da će ova pesma zvučati jače od bilo koje druge do sada objavljene pesme Lorda. | ” |

## Spisak pesama
1. „The Riff“ - 3:44

## Sastav benda
- Mr. Lordi - Vokal
- Amen - Gitara, Prateći vokal
- OX - Bas gitara, Prateći vokal
- Hella - Klavijature
- Mana - Bubnjevi